# M'zab (Maroc)
Pour les articles homonymes, voir Mzab (homonymie).
Le M'zab (en Arabe: مزاب) est une région historique du Maroc, faisant partie de la Chaouia et dont la principale ville est Ben Ahmed. Elle correspond au territoire d'origine de la tribu éponyme.